# Cheilosia cystorhyncha
Cheilosia cystorhyncha är en tvåvingeart som beskrevs av Barkalov 1999. Cheilosia cystorhyncha ingår i släktet örtblomflugor, och familjen blomflugor. Inga underarter finns listade i Catalogue of Life.